# Pachistopelma rufonigrum
Espèce
Synonymes
- Avicularia pulchra Mello-Leitão, 1933
- Avicularia recifiensis Struchen & Brändle, 1996

Pachistopelma rufonigrum est une espèce d'araignées mygalomorphes de la famille des Theraphosidae.

## Distribution
Cette espèce est endémique du Brésil. Elle se rencontre au Rio Grande do Norte, au Paraíba, au Pernambouc et en Alagoas.

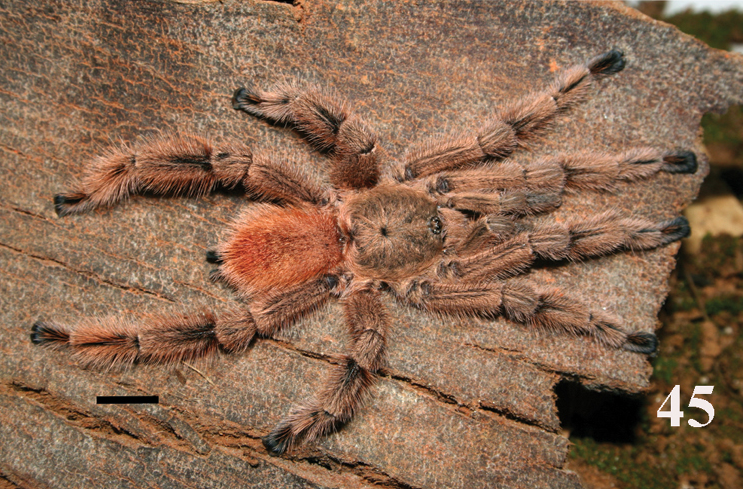
Pachistopelma rufonigrum ♂

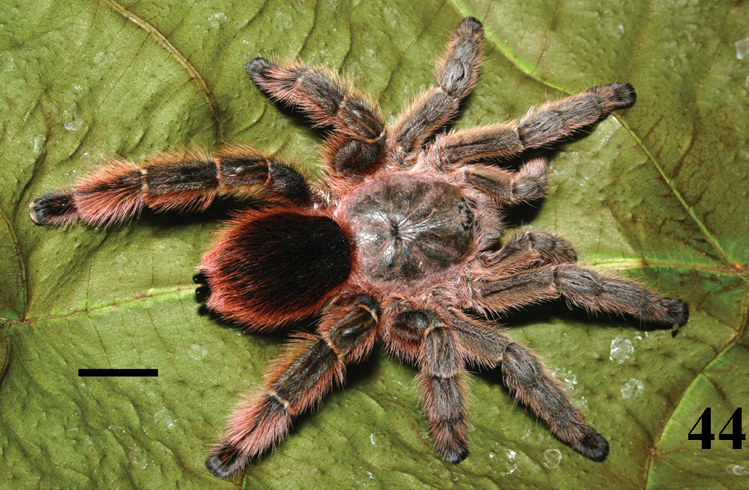
Pachistopelma rufonigrum ♀

## Publication originale
- Pocock, 1901 : Some new and old genera of South American Avicularidae. Annals and Magazine of Natural History, sér. 7, vol. 8, p. 540-555 (texte intégral).